# Micronesia ai Giochi della XXXIII Olimpiade
Gli Stati Federati di Micronesia hanno partecipato ai Giochi della XXXIII Olimpiade, svoltisi a Parigi in Francia dal 26 luglio all'11 agosto 2024, con 3 atleti, che si sono misurati in 2 discipline.
I portabandiera alla cerimonia di apertura dei Giochi della XXXIII Olimpiade sono stati Tasi Limtiaco e Kestra Kihleng.

## Delegazione
| Sport            | Uomini | Donne | Totale |
| ---------------- | ------ | ----- | ------ |
| Atletica leggera | 1      | 0     | 1      |
| Nuoto            | 1      | 1     | 2      |
| Totale           | 2      | 1     | 3      |

## Risultati

### Atletica leggera
| Q | Qualificato al turno successivo per la posizione in qualificazione                                                           |
| q | Qualificato per il turno successivo per ripescaggio o, negli eventi su campo, conquistando la misura minima per qualificarsi |

Maschile
Eventi su pista e strada
| Atleta     | Evento | Preliminari | Preliminari | Batterie        | Batterie        | Semifinale      | Semifinale      | Finale          | Finale          |
| Atleta     | Evento | Risultato   | Posizione   | Risultato       | Posizione       | Risultato       | Posizione       | Risultato       | Posizione       |
| ---------- | ------ | ----------- | ----------- | --------------- | --------------- | --------------- | --------------- | --------------- | --------------- |
| Scott Fiti | 100 m  | 11"61       | 7º          | non qualificato | non qualificato | non qualificato | non qualificato | non qualificato | non qualificato |

### Nuoto
Maschile
| Atleta        | Evento     | Batterie | Batterie  | Semifinali      | Semifinali      | Finale          | Finale          |
| Atleta        | Evento     | Tempo    | Posizione | Tempo           | Posizione       | Tempo           | Posizione       |
| ------------- | ---------- | -------- | --------- | --------------- | --------------- | --------------- | --------------- |
| Tasi Limtiaco | 100 m rana | 1'04"14  | 29º       | non qualificato | non qualificato | non qualificato | non qualificato |

Femminile
| Atleta         | Evento            | Batterie | Batterie  | Semifinali      | Semifinali      | Finale          | Finale          |
| Atleta         | Evento            | Tempo    | Posizione | Tempo           | Posizione       | Tempo           | Posizione       |
| -------------- | ----------------- | -------- | --------- | --------------- | --------------- | --------------- | --------------- |
| Kestra Kihleng | 50 m stile libero | 28"81    | 52ª       | non qualificata | non qualificata | non qualificata | non qualificata |